# Gefle Segel Sällskap

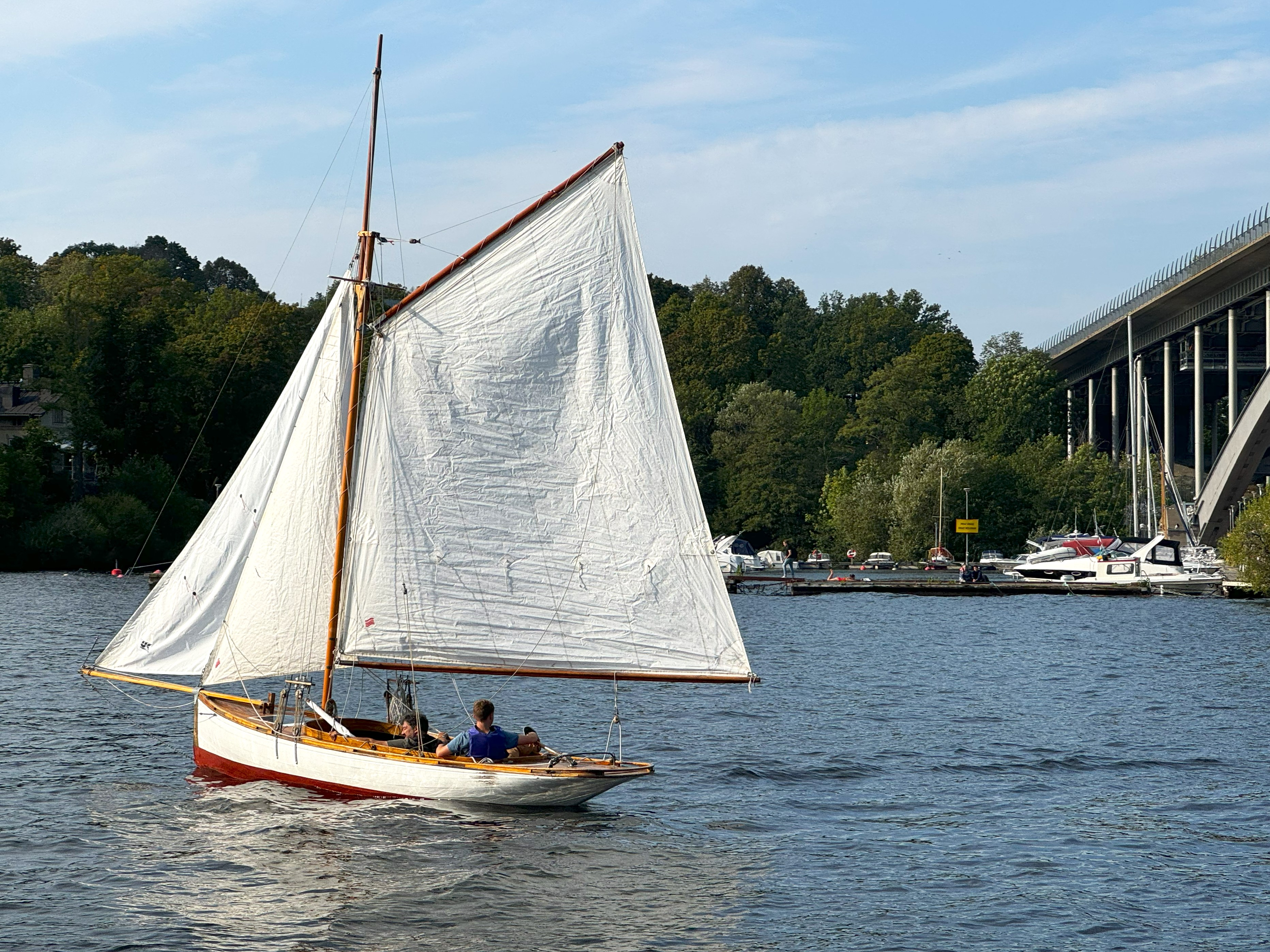
S/Y Edda beställdes från Kummelnäs båtvarv av Gefle Segel Sällskap som lottbåt 1886

Gefle Segel Sällskap är en svensk båtklubb, som bildades 1880 som ett segelyachtsällskap i Gävle. Den var då det andra segelsällskapet i Sverige, efter Svenska Segel Sällskapet i Stockholm, senare Kungliga Svenska Segelsällskapet, som hade grundats redan 1830. En av grundarna, och också sällskapets första ordförande, var 
redaren och politikern Olof August Brodin.
Gefle Segel Sällskaps hamn ligger på sju kilometer nordost om Gävle och 2,5 kilometer sydväst om Bönans fiskeläge och Bönans lotsstation. Klubben har omkring 600 medlemmar och drygt 200 registrerade båtar.

## Klubbhuset
Gävle segelsällskap hade från år 1900 sin klubblokal på Kullerharen. År 1906 uppfördes ett klubbhus vid Huseliiharen på Norrlandet, som ritades av klubbmedlemmen och målarmästaren Sjöström. 
Byggnaden är byggd i trä i en våning med liggade, grönmålade fasadpaneler, med småspröjsade fönster och ett stora välvda fönster på gavlarna. Under 1930-talet byggdes huset ut på längden. Väggarna i den ursprungliga salen är klädda med mörkt laserat listverk i spegelindelning och dekormålade ytor mellan listverken med målade av standerter från båtar som tillhört medlemmar i segelklubben. 
Längs den södra gaveln finns ett inglasat verandaparti. Huvudentrén markeras genom en veranda på den östra långsidan.